# Eloise (libros)
Eloise es una serie de libros infantiles escritos en los años 1950 por Kay Thompson (1909-1998) e ilustrados por Hilary Knight (n. 1926). Thompson y Knight siguieron al primer libro Eloise (1955) con cuatro secuelas.
Eloise es una niña que vive en un "cuarto en el piso más alto" del Plaza Hotel en Nueva York con su niñera, su perro pug, Weenie, y su tortuga, Skipperdee.

## Historia
El personaje fue desarrollado por la autora basándose en una amiga imaginaria de su infancia y alter ego, con una voz en la que Thompson hablaba sobre su vida, según su biógrafo, el productor Sam Irvin. Se especulaba frecuentemente que la ahijada de Thompson, Liza Minnelli, era un posible modelo de Eloise.
La ilustradora señaló que la imagen para Eloise estaba basada en una que su madre, Katherine Sturges Dodge, pintó durante los años 1930.

## Libros

### Original
- Eloise: Un libro para adultos precoces (1955)
- Eloise en Paris (1957)
- Eloise en tiempo de navidad (1958)
- Eloise en Moscú (1959)
- Eloise toma un baño (2002), publicado póstumamente.[4]

### Posterioridad
Otros títulos modernos de Eloise publicados por Simon & Schuster incluyen Guía de vida de Eloise (2000), Eloise en navidad (2003), Lo que Eloise ama absolutamente (2005) y Amor & besos, Eloise (2005). La misma editorial empezó a producir historias de Eloise "en el estilo de Kay Thompson y Hilary Knight" en 2005. By 2007, 11 titles had been released in that line.
El tiempo que Thompson estuvo en el set grabando el musical de 1957 Funny Face inspiró una nueva caricatura de Eloise —Eloise en Hollywood (2006).
Bernadette Peters narra una colección de cuatro historias de Eloise —"Eloise", "Eloise en Paris", "Eloise en tiempo de navidad", y "Eloise en Moscú", publicado por Simon & Schuster Audio en octubre de 2015. Están disponibles como audiolibros y CD con libro.

## Adaptaciones dramáticas
En el 2003, dos películas para televisión basada en los dos primeros libros fueron hechos por Walt Disney Television, titulados Eloise en el Plaza y Eloise en tiempo de navidad, protagonizadas por Sofia Vassilieva como Eloise y Julie Andrews como su niñera (Nanny). En el 2006, una serie animada para televisión basada en los personajes del libro se presentó en Starz! Kids & Family, presentando a Mary Matilyn Mouser como Eloise y Lynn Redgrave como Nanny.
Una presentación animada directamente para DVD titulada Eloise in Africa se anunció en febrero del 2009 pero no fue terminada. Sería hecha totalmente en los estudios de Nueva York de Animation Collective. In 2011, an animatic from the film was uploaded onto Vimeo.
Una película basada en el libro Eloise en Paris, protagonizada por Jordana Beatty como el personaje principal y Uma Thurman como Nanny, estaba siendo desarrollada por Charles Shyer, director de Alfie y Father of the Bride pero poco, si algún, avance de la película se ha anunciado, y más bien se reportó en el 2010 que Thurman demandó y luego transó con Handmade Films por 6 millones de libras esterlinas luego de que la producción se detuvo y la compañía no pudo cumplir con sus hitos iniciales.
Televisión
- Playhouse 90, "Eloise" (emitido el 22 de noviembre de 1956)
- Eloise: The Animated Series (emitido del 8 de octubre al 12 de noviembre del 2006)

Películas
- Eloise en el Plaza (2003)
- Eloise en tiempo de navidad (2003)
- The Brave One (2007) menciona a Eloise en un estilo ficticio de emisión de la NPR.
- Eloise en Paris (por anunciarse)
- Eloise en Africa (cancelada)

## Legado
Un retrato de Eloise colgaba en el lobby del Plaza Hotel hasta que cerró para renovaciones en el 2005. El retrato fue colgado nuevamente en mayo del 2008 luego de estar almacenado por tres años.
La productora Lena Dunham lleva un tatuaje de Eloise y produjo el corto documental de HBO, It's Me, Hilary: The Man Who Drew Eloise, sobre la vida y carrera del coautor de la serie e ilustrador Hilary Knight.